# Castelo do Mau Vizinho (Évora)
O chamado Castelo do Mau Vizinho, também conhecido como Castelo de Pontega, localiza-se na freguesia da Igrejinha, município de Arraiolos, no Distrito de Évora, em Portugal.
Trata-se de sítio arqueológico vizinho à ribeira de Pontega, tributária do rio Divor, que remonta à época da Invasão romana da Península Ibérica. Destaca-se uma fortificação supostamente romana, que remonta ao século I a.C. (ou mesmo anterior), com planta no formato quadrangular, em blocos ciclópicos de silharia de granito, dispostos em duas fileiras paralelas, constituindo paramentos duplos. A construção ergue-se sobre uma considerável plataforma artificial de aterro, com vestígios de acesso pelo lado Leste. Na área envolvente foram identificados, em abundância, materiais de construção romanos, como telhas, tijolos e silhares graníticos.
Monumento singular na região, encontra-se em estudo por diversos pesquisadores. Do mesmo modo, estuda-se a classificação da sua proteção por parte do poder público português.